# Rocheta

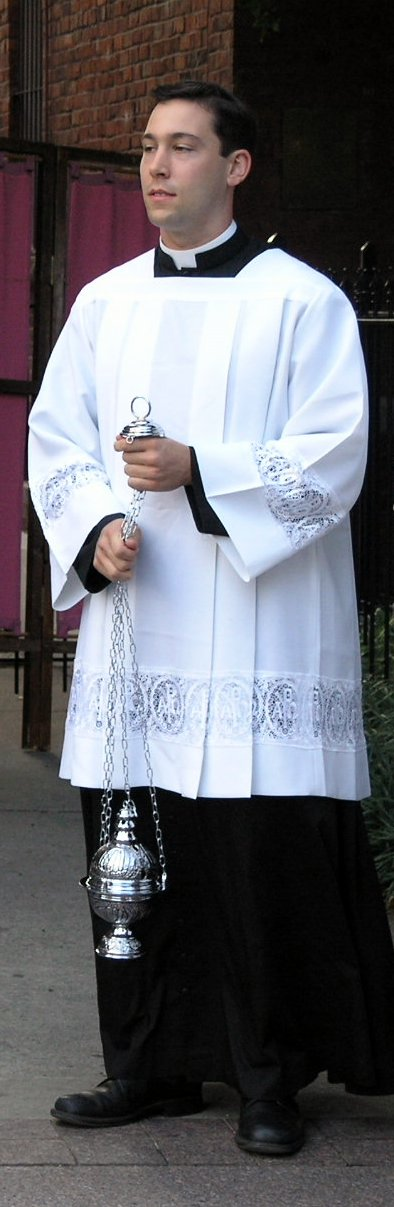
Turiferář v superpelici

Rocheta (z lat. rochettum, od staroněm. Roch, Rock), je v západních církvích volné bílé liturgické svrchní roucho s úzkými rukávy, sahající po kolena a na okraji často zdobené krajkou. 
Rocheta se vyvinula zhruba ve 14. století ze superpelice jako náhražka alby při udílení svátostí, při průvodech a pobožnostech. Často jsou rocheta a superpelice zaměňovány, mají však odlišný původ i funkci. Rocheta má užší rukávy a nejedná se a priori o liturgické roucho, i když se dnes při bohoslužbách používá také. Je rovněž výrazně mladší než superpelice.
Rochetu oblékají oprávněně pouze preláti, kteří ji nosí jako součást svého chórového oblečení. Nejčastěji můžeme rochetu vidět při bohoslužbě na ministrantech, ti ji nosí přes sutanu nebo barevnou suknici (někdy též nazývanou komží), ale oblékají ji také duchovní přes černou kleriku.  
V luterských a v anglikánské církvi má rocheta volné rukávy a nosí jej duchovní a biskupové. 

## Galerie

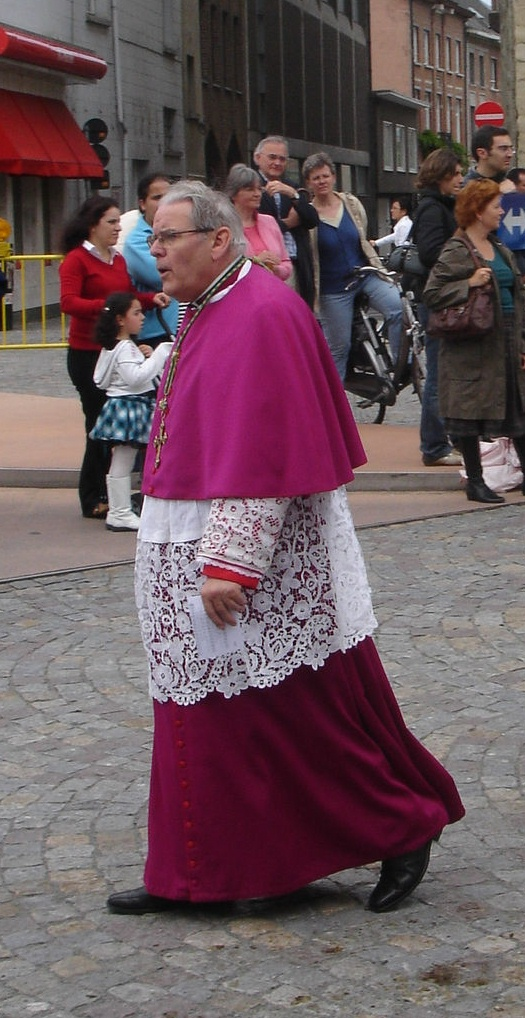
Biskup v chórovém oblečení, jehož součástí je rocheta
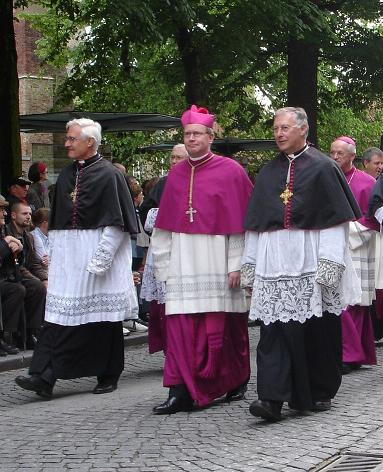
Kanovníci a biskup v chórovém oblečení s rochetami
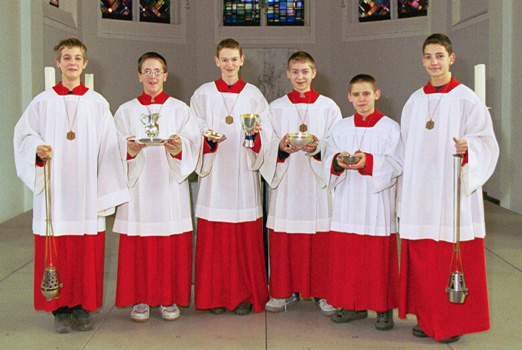
Ministranti v rochetách